# Margaret Sarah Carpenter

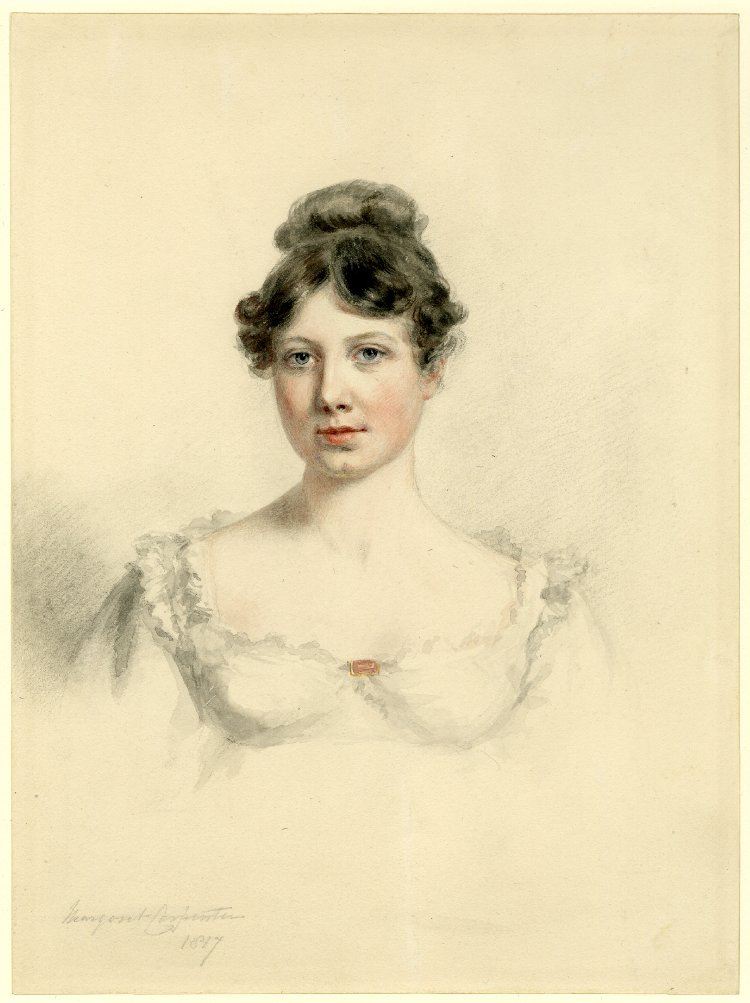
Selbstporträt von Margaret Carpenter, 1817

Margaret Sarah Carpenter, geb. Geddes (* 1793 in Salisbury; † 13. November 1872 in London), war eine englische Malerin.

## Leben

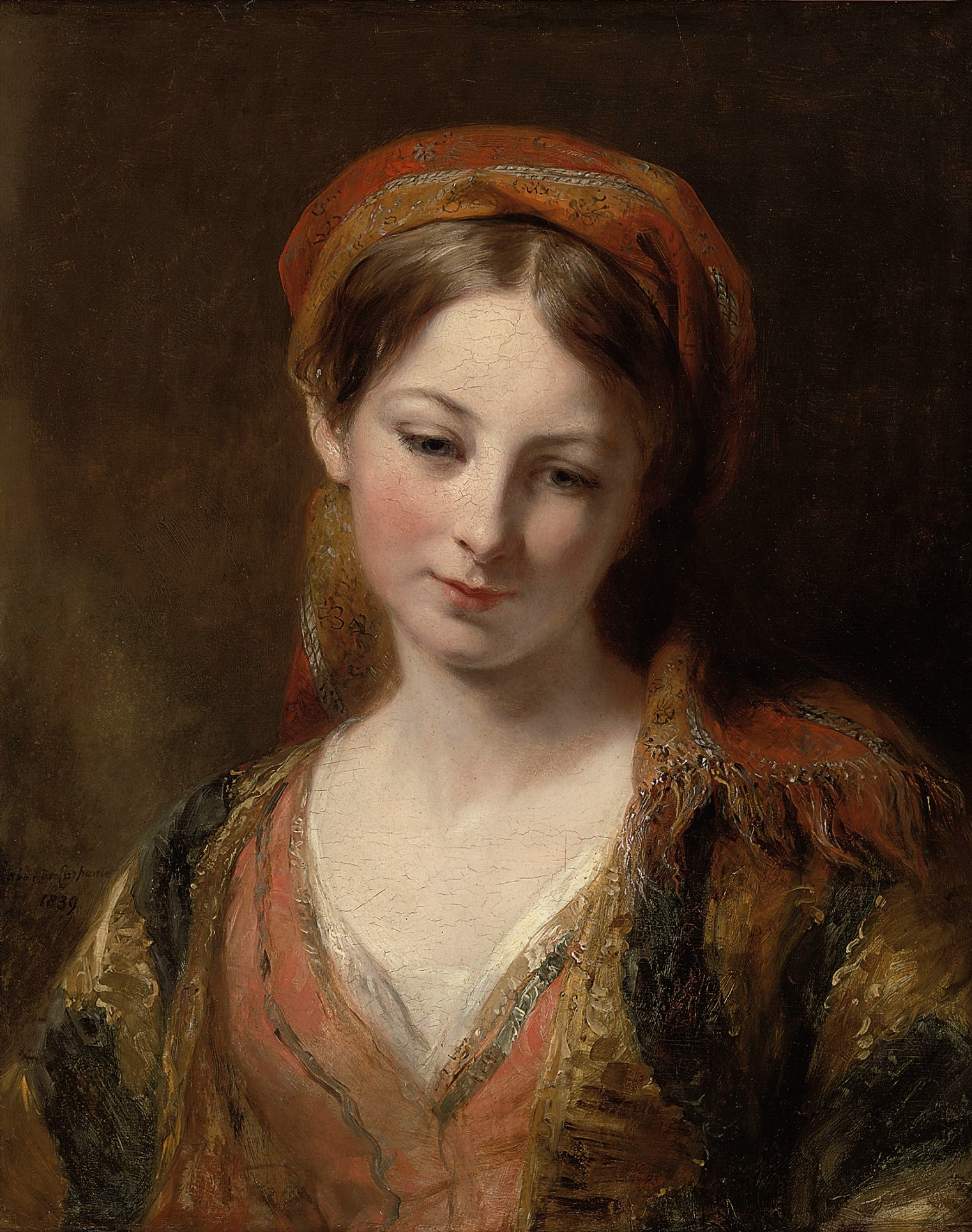
Ein junges Mädchen, 1839

Margaret Carpenter wurde 1793 als Tochter des Hauptmanns Alexander Geddes und dessen Frau Harriet, geb. Edison, in Salisbury geboren. Dort bekam sie früh Zeichenunterricht von einem ortsansässigen Lehrer. Ab 1812 malte sie Porträts, für die sie in den folgenden Jahren Auszeichnungen von der Royal Society of Arts bekam. 1814 zog sie nach London, wo sie zum ersten Mal in der Royal Academy ausstellte und sich als eine angesehene Porträtmalerin etablierte. Zwischen 1818 und 1866 stellte sie regelmäßig in der Royal Academy, aber auch der British Institution aus.
1817 heiratete sie William Hookham Carpenter, der am Britischen Museum tätig war. Zwei ihrer Kinder, William und Percy, wurden später auch Maler. Sie machte auch ihre Schwester Hariett mit dem Maler William Collins bekannt, und die beiden heirateten 1822. Nachdem ihr Mann 1845 in Rente gegangen war, versorgte sie die Familie mit den Einkünften aus ihrer Malerei. Nach dem Tode ihres Mannes 1846 bekam sie eine jährliche Pension von der Königin Victoria.
Margaret Carpenter war eine geachtete Porträtmalerin. Sie malte über 250 Porträts. Drei ihrer Werke befinden sich heute in der National Portrait Gallery in London.